# Урош блесави
Урош блесави је југословенски филм из 1989. године. Режирао га је Милан Кнежевић, а сценарио су написали Драгана Абрамовић и Милан Кнежевић.